# Mercado de la Independencia
El Mercado de la Independencia (en idioma catalán: Mercat de la Independència) es el mercado central de Tarrasa, tradicionalmente el más importante de la ciudad. Ocupa toda una isla de casas triangular que da al Arrabal de Montserrat -donde hay la entrada principal-, la Rambla de Ègara y la calle de la Goleta. Se trata de un edificio modernista, obra de los arquitectos municipales Antoni Pascual Carretero (entre 1904 y 1906) y Melcior Viñals a partir de este último año y hasta el 1908, cuando se inauguró.

## Edificio
Tiene planta de tres naves en forma de abanico y de medida desigual -de 70, 65 y 28 m de largo respectivamente-, que se unen bajo un gran tragaluz. Tiene una superficie de unos 3400 m² en la planta principal y unos 1500 m² en la planta subterránea, originariamente destinada a las caballerías y actualmente zona de servicios; la disposición en dos plantas se explica por el desnivel existente entre el Arrabal y la Rambla. Su estructura está formada por 50 columnas de hierro fundido que aguantan una cubierta que favorece la entrada de la luz natural a través de 4000 claraboyas de vidrio.  Se trata de la estructura de hierro más grande de la ciudad, un concepto muy innovador en la época de la construcción del edificio, puesto que entonces el hierro solamente se utilizaba como elemento decorativo.

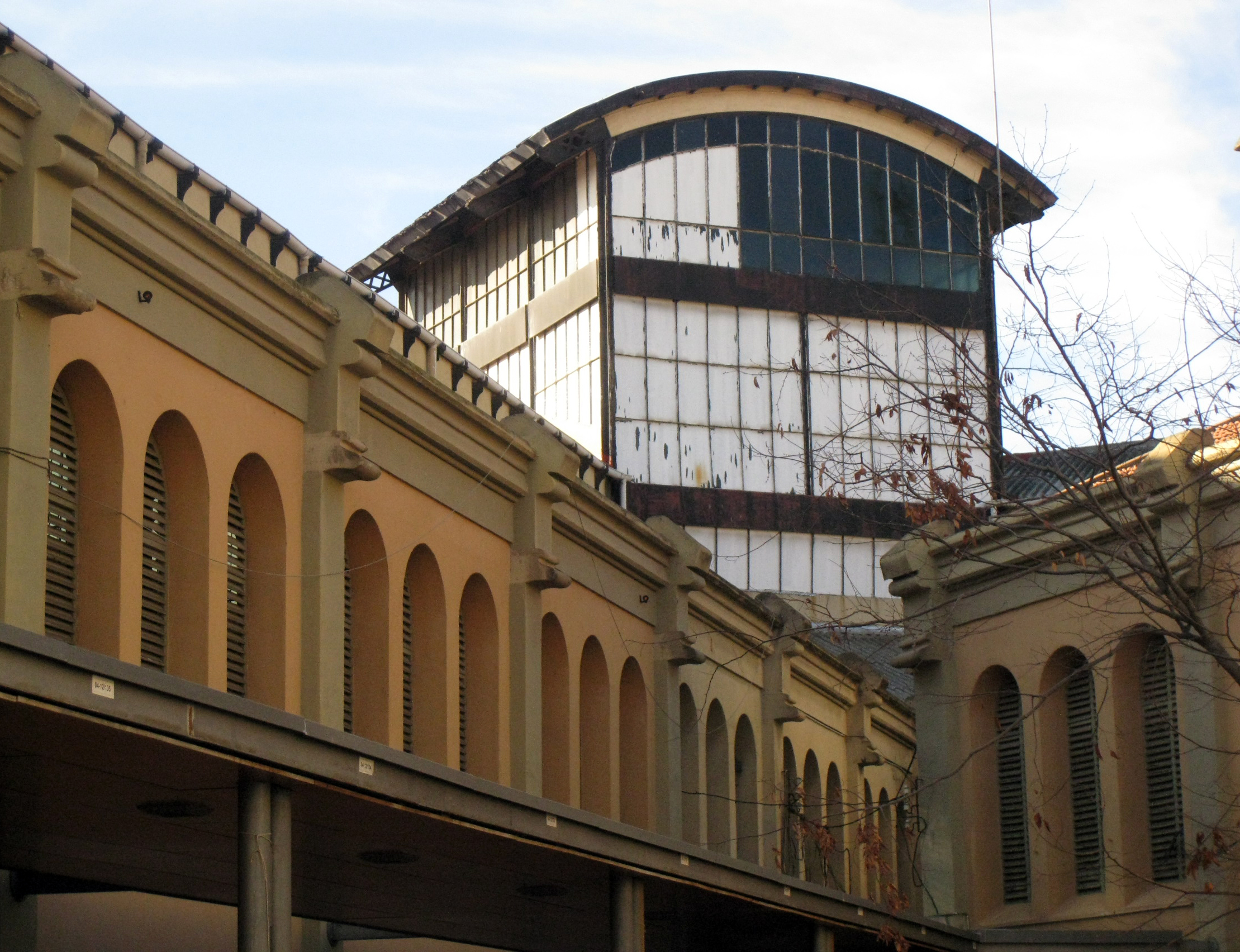
Tragaluz central

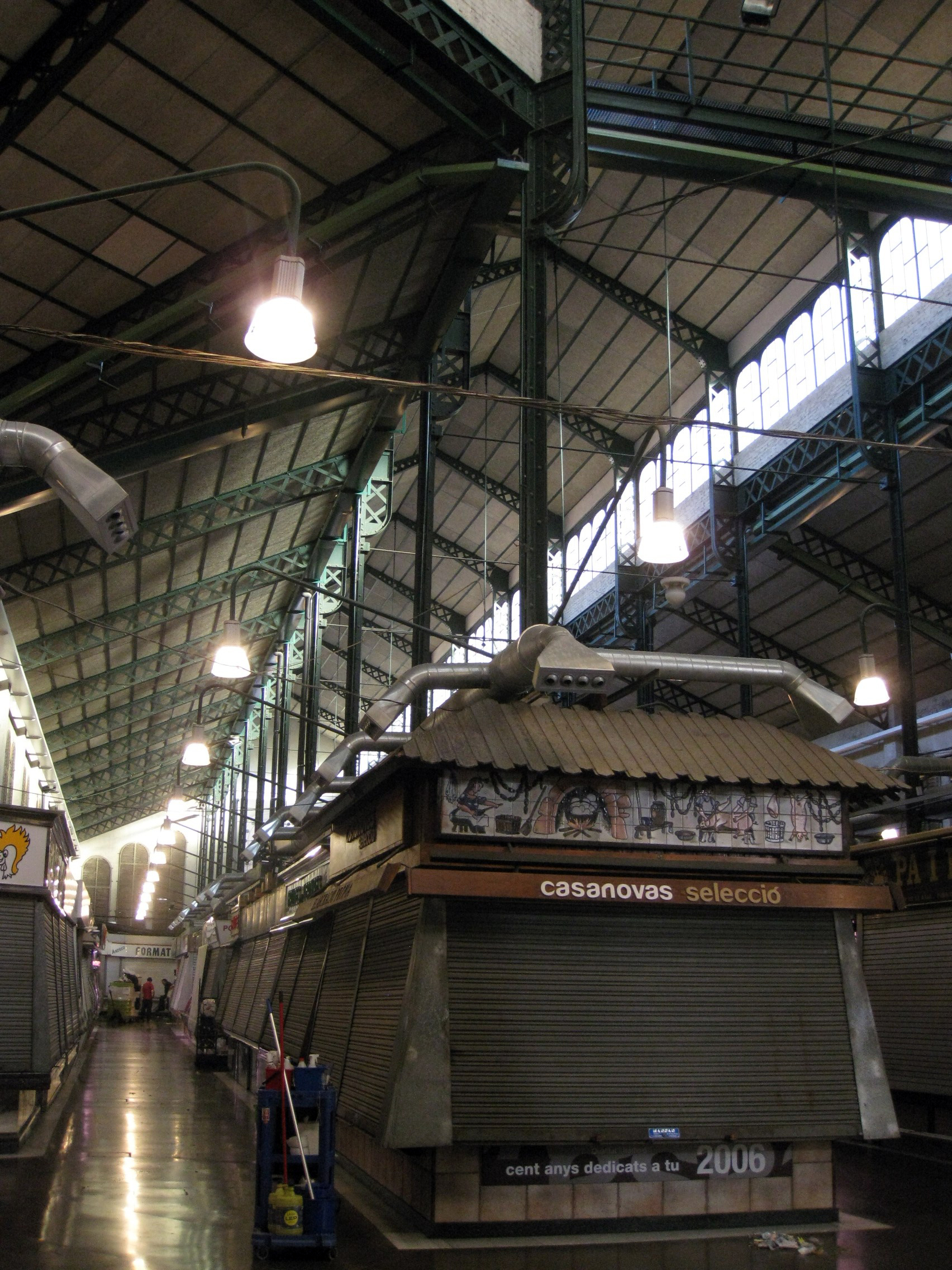
Interior del mercado

De las tres naves, el ala pequeña se destina básicamente a la venta de pescado y pesca salada, mientras que en las otras dos hay paradas de venta de carne, fruta, verdura, especies, legumbres, víveres, autoservicio y restauración.

## Nombre del mercado
Su nombre conmemora el centenario del inicio de la Guerra de la Independencia Española, conocida también como la «Guerra del Francés», el año 1808, si bien se había propuesto el nombre de «Mercado de la Libertad». Una placa cerca de la entrada principal lo evoca: «1808 homenaje a Sagrera Vinyals Viver y otros ciudadanos que se sacrificaron por la independencia de la patria. Tarrasa, en el primer centenario, 1908.»

## Historia
En Tarrasa ya está documentada la existencia de mercado en el año 1207, que tenía lugar en la plaza Mayor -hoy llamada plaza Vieja-. Ya que con el paso de los años las paradas ya no cabían en la plaza, se decidió construir un edificio permanente donde poner el mercado. El acuerdo fue tomado por el consistorio el 11 de noviembre de 1896 y se decidió situarlo en el emplazamiento del antiguo Hospital de San Lázaro, que se empezó a derruir el 30 de octubre de 1898.  La primera piedra del nuevo mercado se colocó el 4 de julio de 1904 con motivo de la Fiesta mayor y se inauguró el 14 de noviembre de 1908.
Desde su inauguración, el edificio ha sufrido algunas reformas y obras de restauración, especialmente en 1985 y en 1998, año este último en que se construyó también un estacionamiento adyacente para facilitar el acceso.